# Gothic Mountain
Gothic Mountain je prominentní horský vrchol v pohoří Elk Mountains ve Skalistých horách v Severní Americe. Má nadmořskou výšku 3850 metrů v nachází se národním parku Gunnison National Forest, 1,8 kilometrů jihozápad od města duchů Gothic v okrese Gunnison v Coloradu ve Spojených státech. Hora odvozuje svůj název od vrcholu, o němž se říká, že připomíná gotickou architekturu.